# 羊秉
羊秉（3世紀—3世紀），字长达，泰山郡南城县（今山东省新泰市）人，西晋车骑掾羊繇长子，西晋官员。

## 生平
羊秉伯父羊祉的夫人郑氏没有亲生儿子，所以亲自抚养羊秉。羊秉童年时就很优秀，小心又恭敬谨慎。羊秉虚龄十岁时郑夫人去世，羊秉十分哀痛。不久羊秉的父母也去世了，羊秉的堂伯堂叔相继前来悼念，没有人不熟悉羊秉的亲属，家庭中一派和谐。
羊秉任抚军参军，有很好的名声，虚龄三十二岁时就去世。夏侯湛给羊秉作传，对他极力赞颂和哀悼。羊权任黄门侍郎，陪侍晋简文帝司马昱时，晋简文帝询问：“夏侯湛给羊秉作传，非常让人想见。羊秉是你什么人，有后裔吗？”羊权潸然泪下，回答说：“我去世的伯父一向名声远扬，可是没有后裔；尽管皇上都知道他的名声，在当代已经断绝血脉了。”晋简文帝感叹了很久。

## 家庭

### 曾祖
- 羊续，东汉太尉[5]

### 祖父
- 羊秘，京兆太守[5]

### 父母
- 羊繇，西晋车骑掾[5]
- 乐氏，乐国祯之女[5]

### 兄弟
- 羊洽[5]
- 羊式[5]
- 羊亮，西晋大鸿胪[5]
- 羊忱，西晋侍中[5]